# Lydie Nečasová
Lydie Nečasová, rozená Zadražilová (1915 Perm – 3. července 1972 Praha) byla česká učitelka a spisovatelka.

## Život
Narodila se v ruském Permu českým rodičům: Jaroslavu Zadražilovi (23. 2.1877 Černovice – 1930) a Marii rozené Laštovkové (1886–1961). Svatbu měli 18. 5. 1912 v Praze na Vinohradech. Rodiče, spolu s tříletou dcerou Lydií a její sestrou Sylvií, uprchli po bolševické revoluci zpět do vlasti a usadili se v Brtnici u Jihlavy.
Po smrti otce se matka se třemi dcerami přestěhovala do Jihlavy, kde Lydia Zadražilová absolvovala gymnázium. Po studiu češtiny a němčiny na Filozofické fakultě Univerzity Karlovy vyučovala češtinu a němčinu na smíchovském reálném gymnáziu. R. 1942 se provdala za spisovatele a pedagoga PhDr. Jaroslava Nečase (1913–1988), se kterým měla dva syny: Jiřího a Jaroslava. Po svatbě přestala učit. Byla členkou Moravského kola spisovatelů (1945–1948).
Po roce 1955 pracovala příležitostně a vyučovala němčinu, od roku 1960 se stala redaktorkou v SNTL. Zemřela v roce 1972 na mozkový nádor.

## Dílo
- Kde – kdy – kdo: literární místopis Čech, Moravy a Slezska; mapka František Soukup. Praha: Rudolf Kmoch, 1947[3]

- Myška Šmejdilka: – ilustrovala Michaela Řežábková; doslov Jiří Nečas.[2] Praha: Jiří Nečas, 2018